# Partido Liberal (Camboya)
El Partido Liberal (en jemer: គណបក្សសេរីនិយម; translit: Kanaq Sereipheap) fue un partido político camboyano, conocido inicialmente como Partido Constitucionalista, de ideología derechista y monárquica. Durante el gobierno del Partido Democrático (1946-1955), los liberales fueron la principal fuerza opositora del país, logrando obtener brevemente el poder en 1948 con ayuda del Rey Norodom Sihanouk (aunque lo perdieron meses después). Tras las elecciones de 1955, en las cuales el Sangkum obtuvo todos los escaños, el Partido Liberal se autodisolvió para unirse a dicho movimiento, ya que estaba dirigido en su mayoría por miembros de la Familia Real y la Casa de Sisowath.

## Resultados electorales
|  | 20.89 % |

|  | 28.00 % |

|  | 23.07 % |

|  | 0.7 % |